# Santalals
Santalal (Santalales) és un ordre de plantes amb flor.
Encara que té una distribució cosmopolita les Santalals estan sobretot concentrades en zones de clima tropical i subtropical.
La majoria de plantes d'aquest ordre tenen llavors sense l'estructura coneguda com a testa, cosa poc usual en les plantes amb flor. Hi ha moltes Santalals que encara que són capaces de fotosintetitzar són paràsites d'altres plantes de les quals obtenen aigua i nutrients (com per exemple la planta Arceuthobium, que és paràsita).
El sistema APG II de 2003 considera que l'ordre Santalal el formen les següents famílies:
- ordre Santalales

- família Loranthaceae
- família Misodendraceae
- família Olacaceae
- família Opiliaceae
- família Santalaceae

Està en discussió científica entre els taxonomistes, sobre el fet que la família Oleàcia figuri o no dins de l'ordre Santalales.

El Sistema Cronquist (1981) considerava en canvi que les Santalals estaven compostes per les següents famílies:
- ordre Santalales

- família Medusandraceae
- família Dipentodontaceae
- família Olacaceae
- família Opiliaceae
- família Santalaceae
- família Misodendraceae
- família Loranthaceae
- família Viscaceae
- família Eremolepidaceae
- família Balanophoraceae